# ニッポン朗読アカデミー
ニッポン朗読アカデミー（ニッポンろうどくアカデミー）は、ラジオ大阪で放送されていたラジオ番組。Radital、HiBiKi Radio Station、ニコニコ動画ラジオ大阪チャンネルでネット配信されていた。

## 番組概要
番組が設定した架空の若手声優育成機関「ニッポン朗読アカデミー」に在籍している生徒達が「朗読」をテーマにした企画にチャレンジしていく番組。
ニッポン放送とラジオ大阪による共同制作番組。81プロデュースに所属する声優がパーソナリティ（アカデミー生徒）を担当している。
Twitterでの番組公式ハッシュタグは「#rouaca」。2015年4月23日に番組公式Twitterを開始、アカウントは「＠rouaca」。

### 放送日
- ラジオ大阪：毎週木曜日 24:30 - 25:00（2013年12月5日 - 2016年3月31日）
- Radital（ニッポン放送の音声配信サービス）：毎週金曜日更新（2013年12月6日 - 2016年4月1日）
- HiBiKi Radio Station：毎週金曜日更新（2013年12月6日 - 2016年4月1日）
- ニコニコ動画ラジオ大阪チャンネル：毎週金曜日更新（2013年12月6日 - 2014年3月14日）

### パーソナリティ
アカデミー生徒が交代で務める
| 出席番号 （1年A組） | アカデミー生徒名 | キャッチフレーズ （自己紹介） | キャッチフレーズ （公式サイトでの紹介） |
| ------------------- | ---------------- | ----------------------------- | --------------------------------------- |
| 1                   | 茜屋日海夏       | 戦隊ヒーロー大好き            | 戦隊ヒーロー大好き                      |
| 2                   | 上田麗奈         | 一応優等生?                   | 優等生                                  |
| 3                   | 斉藤壮馬         | 文学大好き                    | 文学少年                                |
| 4                   | 芹澤優           | 自称アイドル                  | クラスのアイドル                        |
| 5                   | 高橋李依         | 部活大好き                    | スポーツ少女                            |
| 6                   | 武内駿輔         | リアル18歳                    | ふけてる後輩                            |
| 7                   | 西山宏太朗       | ちょっぴりお調子者            | お調子者                                |
| 8                   | 春野ななみ       | クラス1のツンデレ属性         | ちょっぴりツンデレ                      |

| 伝説のOB | キャッチフレーズ   | 備考             |
| -------- | ------------------ | ---------------- |
| 江口拓也 | 朗読で熊を倒した男 | 第1回、第2回出演 |

## コーナー
朗読してみた!!
普段よく目にする文章を様々な設定で朗読するコーナー。
文学リレー 〜君にバトンタッチ!!
「1つのストーリーの書き出し」から、リスナーが考えた続きのストーリーを繋げていき、文学リレーをしていくコーナー。
ニッポン 流行語アカデミー!!
リスナーから募集した、流行語になりそうな一言を発表するコーナー。西山が出席している放送回は西山が良かったと思う一言を選び、西山不在の放送回では他のメンバーが選んで後日西山がまとめて読み上げる。
名作朗読アワー
名作文学を出演生徒全員で心を込めて朗読するコーナー。
声に出して伝えたいラブレター
想いを伝えたい相手へのラブレターを朗読するコーナー。
日常は文学だ!!
日常で起こった何気ない出来事（ふつおた）を文学作品調に仕上げて朗読するコーナー。

### 特別企画
瞬発力で勝負! 初詣ストーリー!（第4回）、成人式アドリブ ラブストーリー（第7回）、ちょこっとドキドキ! バレンタイン アドリブラブストーリー!!（第11回、第63回）、チョコッとドキドキ!?ホワイトデー アドリブラブストーリー!!（第15回）、クリスマス☆ アドリブ・ラブストーリー（第55回）
朗読力を鍛える為にアドリブで勝負するコーナー。アカデミー生徒同士でペアを組み、抽選箱がら引いた「設定」と「言わなければいけないセリフ」を元に1分間のアドリブドラマを演じる。
お雑煮争奪! 新春朗読句会!!（第5回）
抽選箱から引いたお題を元に俳句を作り朗読するコーナー。俳句には正月らしさも加味される。判定員からの合格により、お雑煮が貰える。
節分恒例! 鬼は外、福は内ダーツゥゥ!!（第9回）
アカデミー生徒が1人1回ずつ壁の的（マジックテープタイプ）に向かってピンポン玉を投げ、当てた的の得点に応じた指令に則った朗読を読み上げる。
ひな祭り! やさしくハートキャッチ♡女心スペシャル!!（第13回）
女心を理解してもらう為のコーナー。アカデミー生徒がお題に対する答えを披露し、春野と同じ回答を出した男子生徒に1ポイントが貰える。3ポイント以上獲得した場合、その生徒と春野にスイーツがプレゼントされる。
エイプリルフールだよ!キャラ変祭り!!（第17回）
アカデミー生徒同士でペアを組み、抽選箱から引いた「キャラ設定」を元に1分間のフリートークをしていくコーナー。
新学期だよ! 大喜利アカデミー!!（第19回）
大喜利のお題に対して、アカデミー生徒が面白い答えを発表するコーナー。一番面白い回答が多かった生徒は「ニッポン朗読アカデミー初代大喜利委員長」の名誉が与えられる。
ニッポン女子力アカデミー 作文編（第23回）、ニッポン女子力アカデミー 作文編 セカンドシーズン（第32回）
アカデミー女子生徒4人に「心ときめいた事」をテーマにした作文を事前に書いてもらい、朗読して発表するコーナー。優勝した作文を書いた生徒には「ニッポン朗読アカデミー女子力女王」の名誉が与えられる。
ニッポン女子力アカデミー アドリブ編（第24回）
アカデミー女子生徒同士でペアを組み、抽選箱から引いた「設定」を元にして「同じ先輩を好きになってしまった女子2人」をアドリブで演じていくコーナー。一番女子力が高かった生徒には「ニッポン朗読アカデミー女子力女王」の名誉が与えられる。
食欲の秋 ニッポン表現力アカデミー（第42回）
抽選袋から引いた「食べ物（お題）」を元にして、実際に食べたつもりで「エア食レポ」をして表現力を競うコーナー。勝った生徒には、お題の食べ物がプレゼントされる。
クイズ! 利き上田麗奈〜（第50回）
アカデミー生徒が声色を駆使して上田麗奈を演じ、その音声がそれぞれ誰が演じたかを当てるコーナー。
今年の抱負、朗読会（第57回）
アカデミー生徒が2015年の抱負を心のこもった朗読にして発表するコーナー。
新学期! アドリブ・コミュニケーション（第73回）
新学期で初対面同士という設定で、アドリブでコミュニケーションをとっていくコーナー。話しかけ役が話しかけられ役に1分間コミュニケーションをとる。
祝18歳! 武内駿輔アカデミー!（第94回）
誕生日を迎えた武内を記念した特別企画。番組内での歩みを振り返り、本人から今後の抱負が語られた。
秋の女子会トーク（第97回）
アカデミー女子生徒3名が、お題に対してぶっちゃけトークしていくコーナー。その際は音声加工されており匿名性を出している。
朗読してみたスペシャル! 100回の「ありがとう」を朗読してみた!（第100回）
番組100回突破を記念して企画された「朗読してみた!!」の特別回。リスナーへの感謝の意を込めて、「ありがとうございます」を色々な設定で計100回朗読する。
秋の男子会トーク（第101回）
アカデミー男子生徒3名が、お題に対してぶっちゃけトークしていくコーナー。その際は音声加工されており匿名性を出している。
ハッピーバースデー! 春野ななみアカデミー!（第107回）
誕生日を迎えた春野を記念した特別企画。番組内での歩みを振り返り、本人から今後の抱負が語られた。
ハッピーバースデー! 上田麗奈アカデミー!（第112回）
誕生日を迎えた上田を記念した特別企画。番組内での歩みを振り返り、番組最後に本人から今後の抱負が語られた。
ななみん、チョコ作るってよ!（第114回、第115回）
料理が苦手な春野がバレンタインに向けてチョコレートを作る特別企画。第114回にて春野がチョコレート作りを宣言し、第115回で武内と西山に手作りチョコレートをプレゼントした。
ハッピーバースデー! 高橋李依アカデミー!（第117回）
誕生日を迎えた高橋を記念した特別企画。番組内での歩みを振り返り、本人から今後の抱負が語られた。
特別企画! 告白してみた!（第120回）
アカデミー生徒が設定を決めて交際の告白を演じ、誰の告白が一番上手いかを競う特別企画。一番告白が上手かった生徒には「告白クイーン」の名誉が与えられる。

## ゲスト
- 第43回（2014年9月25日） - 咲良（漫画家：番組公式サイトのイラストを担当）

## サポーター制度
『ニッポン朗読アカデミー』はクラウドファンディングを行って番組企画を充実させるための資金を集め、その資金提供者を「サポーター」と呼んだ。

## イベント

### ニッポン朗読アカデミー 真夏の朗読フェスティバル!
- 開催日時：2014年8月10日、昼・夜公演
- 会場：東京芸術劇場 シアターイースト
- 出演：茜屋日海夏、上田麗奈、斉藤壮馬、芹澤優、高橋李依、武内駿輔、西山宏太朗、春野ななみ

### ニッポン朗読アカデミー 公開録音
- 開催日時：2015年6月6日、昼・夜の部
- 会場：ニッポン放送 イマジンスタジオ
- 出演
  - 昼の部：茜屋日海夏、上田麗奈、芹澤優、高橋李依
  - 夜の部：斉藤壮馬、武内駿輔、西山宏太朗、春野ななみ

### ニッポン朗読アカデミー・課外授業「朗読劇TARO〜語り継がれし物語・異聞〜」[5]
- 開催日時：2016年11月1日 -  6日
- 会場：DDD青山クロスシアター
- 出演
  - 11月1日、夜公演：伊東健人、中島ヨシキ、高橋李依、田中美海
  - 11月2日、夜公演：西山宏太朗、武内駿輔、上田麗奈、茜屋日海夏
  - 11月3日、夜公演：江口拓也、西山宏太朗、春野ななみ、山下七海
  - 11月4日、夜公演：江口拓也、伊東健人、茜屋日海夏、奥野香耶
  - 11月5日、昼・夜公演：羽多野渉、武内駿輔、上田麗奈、田中美海
  - 11月6日、昼・夜公演：斉藤壮馬、ランズベリー・アーサー、芹澤優、山下七海

### ニッポン朗読アカデミー・課外授業「朗読劇 シンデレラ裁判〜愛は赤い毒〜」[6]
- 開催日時：2017年5月19日 - 28日
- 会場：文化放送メディアプラスホール
- 出演
  - 5⽉19⽇、夜公演：ランズベリー・アーサー、駒田航、芹澤優、高木美佑
  - 5⽉20⽇、昼・夜公演：伊東健人、ランズベリー・アーサー、上田麗奈、田中美海
  - 5⽉21⽇、昼・夜公演：西山宏太朗、斉藤壮馬、高橋李依、奥野香耶
  - 5⽉22⽇、夜公演：西山宏太朗、米内佑希、茜屋日海夏、山下七海
  - 5⽉23⽇、夜公演：米内佑希、駒田航、茜屋日海夏、久保田未夢
  - 5⽉24⽇、夜公演：中島ヨシキ、武内駿輔、久保田未夢、山下七海
  - 5⽉25⽇、夜公演：西山宏太朗、中島ヨシキ、春野ななみ、山下七海
  - 5⽉26⽇、夜公演：中島ヨシキ、ランズベリー・アーサー、奥野香耶、高木美佑
  - 5⽉27⽇、昼・夜公演：伊東健人、武内駿輔、高橋李依、田中美海
  - 5⽉28⽇、昼・夜公演：江口拓也、斉藤壮馬、上田麗奈、春野ななみ

### ニッポン朗読アカデミー プレビュー公演 朗読劇「謎解きはディナーのあとで」[7]
- 開催日時：2017年11月23日 - 26日、12月2日 - 3日 昼・夜公演
- 会場：ニッポン放送 イマジンスタジオ
- 出演
  - 11月23日：伊東健人、米内佑希、春野ななみ、田中あいみ
  - 11月24日：伊東健人、駒田航、芹澤優、田中美海
  - 11月25日：ランズベリー・アーサー、武内駿輔、久保田未夢、田中あいみ
  - 11月26日：西山宏太朗、ランズベリー・アーサー、久保田未夢、南早紀
  - 12月2日：米内佑希、武内駿輔、春野ななみ、奥野香耶
  - 12月3日：西山宏太朗、斉藤壮馬、高木美佑、田中美海

## 関連商品
変態音響監督ヨシダ vs ニッポン朗読アカデミー　
2015年1月25日開催のアニメ紅白歌合戦の会場・国立代々木競技場 第一体育館の物販ブースにて販売された、当番組と『ミュ〜コミ+プラス』がコラボしたトークCD。Raditalストアでも販売。（出演：斉藤壮馬、高橋李依、西山宏太朗、春野ななみ、吉田尚記）
変態音響監督ヨシダ vs ニッポン朗読アカデミー VOL.2
2015年3月21日 - 22日開催のAnimeJapan2015の会場・東京ビッグサイトのラジオ大阪Vステショップブースにて販売されたトークCD第二弾。Raditalストアでも販売。（出演：茜屋日海夏、上田麗奈、芹澤優、武内駿輔、吉田尚記）
ニッポン朗読アカデミー 活動報告その1
2015年8月22日 - 23日開催のキャラホビ2015の会場・幕張メッセのラジオ大阪Vステショップブースにて販売された番組単独CD。Raditalストアでも販売。
朗アカ女子かるた
2015年12月31日開催のコミックマーケット89の会場・東京ビッグサイトのニッポン放送ブースにて販売。ラジオ大阪vステオンラインショッピング、Raditalストアでも販売。